# Пирван Драганов
Пирван Драганов (болг. Първан Драганов Драганов; 4 лютого 1890, Лом — 1 лютого 1945, Софія
) — болгарський офіцер, дипломат і політик. Один із найближчих соратників царя Бориса III, прихильник військового союзу з Німеччиною. Міністр закордонних справ в уряді Івана Багрянова (1944).
Страчений комуністами 1 лютого 1945.

## Біографія
Народився 4 лютого 1890 в місті Лом. Закінчив Військове училище в Софії в 1909, а потім і Військову академію в Німеччині.
Під час Балканських воєн (1912—1913) був командиром батареї 4-ї артилерії, під час Першої світової війни (1915-1918) був командиром 11-го артилерійського полку. 
Після закінчення війни служив офіцером при Дворі під час правління царя Бориса III. З 1932 по 1934 був військовим аташе у Берліні. Після повернення до Болгарії деякий час обіймав посаду начальника штабу Четвертої військово-інспекційної області (1934) і керівника відділу навчання в штаб-квартирі армії (1934-1935).
1935 звільнений з армії й деякий час був радником болгарської делегації в Парижі. Також Драганов займав посаду посла Болгарії у Відні (1936-1938) та Берліні (1938-1942), а також Мадриді (1942-1944). Улітку на короткий час обійняв посаду Міністра закордонних справ в уряді Івана Багрянова (1944).
Після окупації Болгарії сталінськими військами 1944, засуджений до смертної кари так званим Народним судом і страчений 1 лютого 1945, вирок скасований 1996 рішенням № 172 Верховного суду. 
Мемуари Драганова, його документи та фотографії зберігаються в Центральному державному архіві.

## Військові звання
- Лейтенант (22 вересня 1912)
- Капітан (1 жовтня 1915)
- Майор (1 квітня 1919)
- Підполковник (6 травня 1923)
- Полковник (15 травня 1930)